# Ad-Diwanijja
Ad-Diwanijja (arab.: الديوانية) – stolica irackiej muhafazie Al-Kadisijja (arab. القادسية). W roku 2002 Ad-Diwanijja liczyła 420 000 mieszkańców.
Obszar wokół miasta obejmuje system irygacyjny oparty na wodach pobliskiego Eufratu. Żyzne ziemie zapewniają największe plony w całym Iraku, dzięki intensywnej uprawie roli. Miasto znajduje się na linii kolejowej pomiędzy Bagdadem i Basrą.

## Camp Echo
Początkowo w dwóch bazach w Ad-Diwanijji stacjonowała hiszpańska 3 Brygadowa Grupa Bojowa: w bazie Echo (zwana też España) – w byłych koszarach oraz w bazie Foxtrot – w budynkach Uniwersytetu Medycznego. Od końca roku 2004 w bazie Echo znajdowała się siedziba Dowództwa i Sztabu Wielonarodowеj Dywizji Cеntrum-Południe. W bazie stacjonowały główne siły wojskowe polskiego kontyngentu w Iraku.
25 lutego 2005 w wypadku samochodowym koło Ad-Diwanijji zginął służący w polskim kontyngencie Roman Góralczyk z 7 Dywizjonu Ułanów Lubelskich 25 Brygady Kawalerii Powietrznej stacjonującej w Tomaszowie Mazowieckim. Kiedy w polskie Narodowe Święto Niepodległości 11 listopada 2005 w bazie Echo przebywał minister obrony narodowej Radosław Sikorski, obóz został ostrzelany pociskami, ale ogień okazał się niecelny. Podczas rozbrajania miny 24 listopada 2005 trzech saperów WL zostało rannych na południe od Ad-Diwanijji. W tej samej eksplozji zginęła iracka dziewczynka, której żołnierze nie zdołali pomóc. Żołnierze Sił Zbrojnych Rzeczypospolitej Polskiej, oprócz działań, podjęli też współpracę z lokalną społecznością. W styczniu 2006 lokalna telewizja publiczna w Ad-Diwanijji otrzymała w darze od SZ RP sprzęt telewizyjny. 15 kwietnia 2006 baza Echo ponownie została ostrzelana, ale strat nie odnotowano. 9 maja 2006 bazę Echo odwiedził Prezydent Rzeczypospolitej Polskiej Lech Kaczyński. 4 października 2008 baza Echo została oficjalnie przekazana Amerykanom, a polski kontyngent opuścił Irak do końca października.
W Camp Echo w Diwanijji stacjonowało Zgrupowanie Sił Specjalnych będące pododdziałem wydzielonym z 1 Pułku Specjalnego Komandosów – jedyna polska formacja prowadząca działania specjalne w MNDCS.

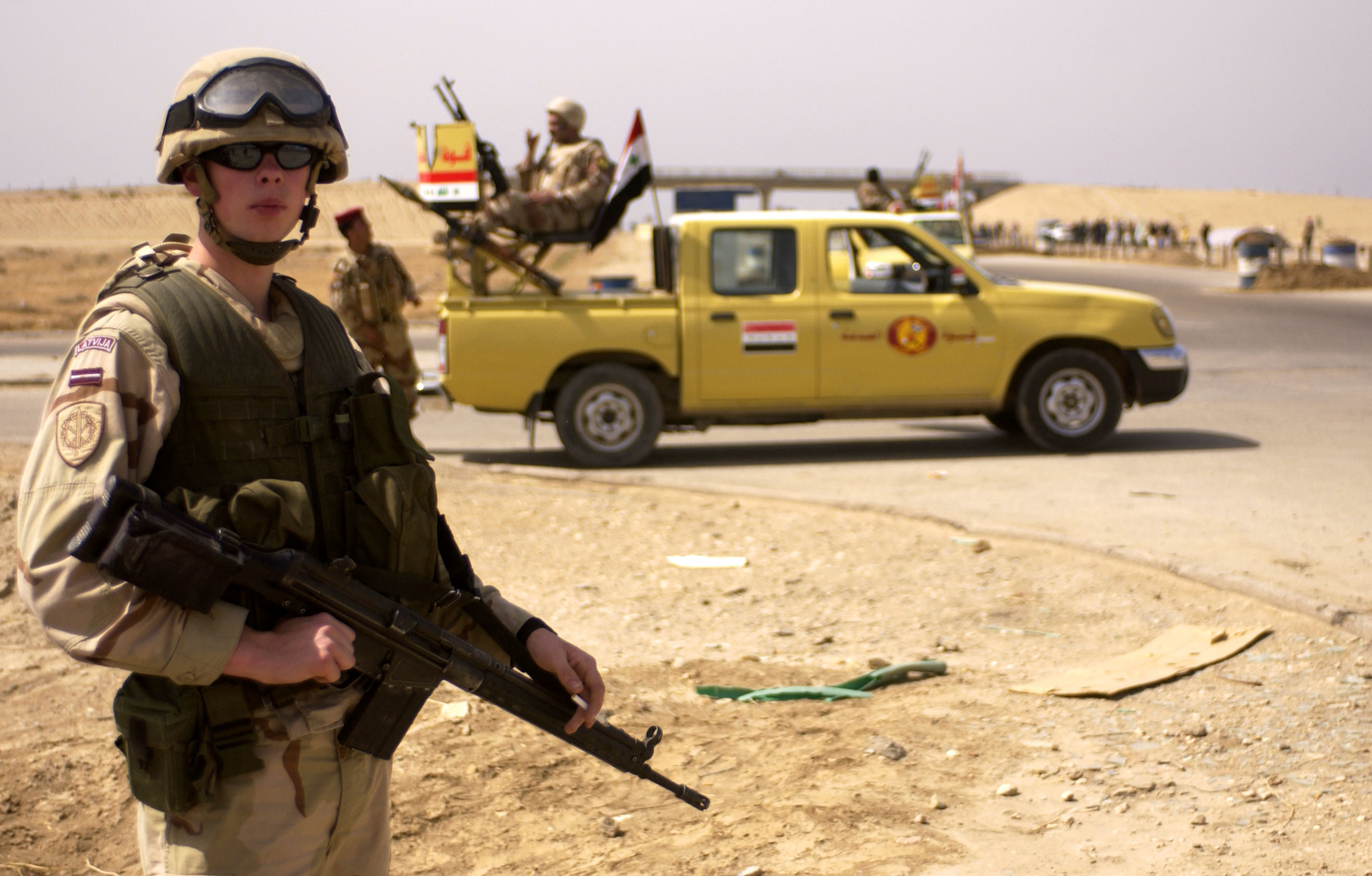
Żołnierz łotewski w Diwaniji

## Dzielnice
- Ad-Dżumhuri
- Al-Eufrat
- An-Nahda